# Rosa Díez
Rosa María Díez González (Sodupe, Güeñes, Vizcaya, 27 de mayo de 1952) es una política y escritora española. Es cofundadora de Unión, Progreso y Democracia, partido político del que fue también líder y portavoz desde su creación hasta julio de 2015 y con el que fue diputada en el Congreso de los Diputados desde 2008 hasta 2016.
Hasta 2007 fue militante del Partido Socialista Obrero Español, partido con el que llegó a ser diputada foral de Vizcaya (1979-1983), apoderada (1982-1987) y vicepresidenta (1983-1987) de las Juntas Generales de Vizcaya, miembro de la ejecutiva del PSE-EE (1985-2000), parlamentaria del Parlamento Vasco (1987-1999), concejala de Güeñes (1987-1991), consejera del Gobierno Vasco (1991-1998), presidenta de la Delegación Socialista Española en el Parlamento Europeo (1999-2004) y eurodiputada (1999-2007).
Cuando era militante del PSOE, Rosa Díez se autodefinía únicamente como socialdemócrata. Sin embargo, en el manifiesto con el que se presentó como candidata a la Secretaría General del Partido Socialista en su XXXV Congreso Federal del año 2000, ya defendió que el PSOE debía ser un partido incuestionablemente socialdemócrata con capacidad para integrar y representar a todo el espectro sociológico que iba desde el centro hasta la izquierda política, es decir, desde el liberalismo con mayor preocupación social hasta la socialdemocracia clásica, argumentando que «el espacio para las doctrinas igualitarias sólo se encuentra en la libertad, nunca en el autoritarismo o en la negación del libre mercado». Esto explica que Rosa Díez haya evolucionado hasta proclamarse tanto de la tradición socialdemócrata como de la tradición liberal. Consecuentemente, la expolítica del PSOE y de UPyD se define a sí misma como una política social liberal —o socialdemócrata heterodoxa— que apoya la economía de libre mercado, las libertades individuales y el estado del bienestar, aunque subrayando que continúa siendo socialdemócrata en lo esencial. Asimismo, Rosa Díez pasó de ser autonomista durante la mayor parte de su etapa socialista a defender el centralismo, siendo esta diferencia respecto a la forma de Estado junto con su rechazo a la política antiterrorista del gobierno socialista de José Luis Rodríguez Zapatero el motivo principal por el que abandonó el PSOE. Aunque afirmó ser republicana tanto en el PSOE como en UPyD, acabó proclamándose monárquica «en legítima defensa». Además, Rosa Díez es una política laicista que reivindica la laicidad como «el respeto a todas las creencias religiosas, a excepción del islam y cualquier otra religión que no sea respetuosa con el Estado de derecho». También, se declara constitucionalista, defensora de la democracia liberal, europeísta, feminista, patriota española, progresista y reformista.
Durante su etapa como militante socialista, se autoubicó de forma inequívoca en el centroizquierda. No obstante, desde que abandonó el PSOE, Rosa Díez se ubica simultáneamente en el centroizquierda y en la transversalidad, defendiendo con vehemencia lo que estima mejor tanto de la izquierda como de la derecha y asegurando que el centro político, que sólo puede ser entendido a su juicio como moderación y espacio equidistante entre izquierda y derecha, es la nada. Además, se define a sí misma como una «demócrata radical que tiene la pretensión de regenerar la democracia con respeto a las reglas del juego», dicho de otro modo, como una «dirigente proinstitucional de ideología radical, moderada en las formas y revolucionaria en el fondo, que apuesta por transformar la política mediante reformas sustanciales y profundas desde dentro de las instituciones». De ahí que, debido a su autoproclamado radicalismo y transversalidad, Rosa Díez haya sido adscrita al centrismo radical. Sus posiciones políticas, situadas en una centroizquierda transversal y marcadas por un radicalismo respetuoso con las instituciones, no le han impedido solicitar el voto para el Partido Popular ni apoyar las dos mociones de censura presentadas por Vox. Asimismo, fundó Unión 78 y lidera las movilizaciones de la plaza de Colón.

## Biografía
Nació en la localidad de Sodupe, en el municipio de Güeñes (Vizcaya), el 27 de mayo de 1952. Tercera de tres hermanos, es hija de un obrero metalúrgico cántabro de ideología socialista, el cual fue encarcelado y condenado a muerte durante la dictadura franquista, aunque su pena fue finalmente conmutada. Su hermano Ignacio Díez fue senador por La Rioja durante varias legislaturas.
Tras conseguir el Título de Bachiller Elemental en 1966, realizó los tres cursos de los estudios de Secretariado (equivalentes a la actual FP de grado medio Gestión Administrativa). Al año siguiente de haber acabado sus estudios de Secretariado y nada más cumplir los 18 años, Rosa consiguió un trabajo de secretaria en la empresa privada Dun & Bradstreet en el que estuvo tres años. Al aprobar unas oposiciones a la Administración General del Estado en 1973 mientras trabajaba en Dun & Bradstreet, Rosa Díez obtuvo una plaza de funcionaria del cuerpo auxiliar administrativo de las Cortes Españolas en la delegación del Ministerio de Industria en Vizcaya, que fue transferida posteriormente al Gobierno Vasco. Trabajó en su puesto de funcionaria durante una década, desde 1973 hasta 1983, compatibilizando esa tarea con su cargo de diputada foral de Vizcaya los últimos cuatro años (1979-1983). Díez solicitó la excedencia cuando fue nombrada vicepresidenta de las Juntas Generales de Vizcaya en 1983 para centrarse únicamente en la política, quedando en situación de servicios especiales hasta que solicitó la jubilación anticipada ―a la cual tuvo derecho por estar adscrita al Régimen de Clases Pasivas del Estado, tener más de 60 años y haber cotizado durante más de 40 años― al Gobierno Vasco a principios de 2016.
Rosa Díez se afilió a la Unión General de Trabajadores en 1976 y al PSOE en 1977. En estas organizaciones ocupó distintas responsabilidades internas tales como la Secretaría Confederal de Administración Local de la UGT, Secretaría de Movimientos Sociales y la de Política Institucional en la Comisión Ejecutiva del PSE, o miembro del Comité Federal del PSOE. Fue designada número 7 de la lista del PSOE al Congreso de los Diputados por la circunscripción de Vizcaya para las elecciones generales de España de 1979, aunque no consiguió el escaño porque el PSOE sólo alcanzó 2 de los 10 escaños en esa circunscripción.

### Diputación Foral y Juntas Generales de Vizcaya
Igualmente, Rosa fue la décima juntera de la lista electoral del PSE para las elecciones a las Juntas Generales de Vizcaya de 1979, celebradas el 3 de abril, por la circunscripción de Valmaseda. Aunque no fue elegida inicialmente porque el Partido Socialista sólo obtuvo 6 apoderados en esa circunscripción, acabó siendo apoderada del Grupo Juntero del PSOE desde abril de 1982 hasta marzo de 1983 tras producirse 2 dimisiones y 2 negativas a ocupar el cargo a lo largo de la I legislatura (1979-1983).
La Junta Electoral Provincial asignó el número de diputados forales de Vizcaya ―quienes fueron propuestos por cada partido político, coalición o agrupación de electores de entre sus 90 junteros, independientemente de si habían logrado o no el acta de apoderado― que correspondían a las diferentes listas en proporción al número de apoderados que obtuvieron en cada comarca en las elecciones a las Juntas Generales de Vizcaya de 1979, de modo que al PSE le correspondieron 5 diputados forales (2 en Bilbao, 2 en Valmaseda y 1 en Durango). A pesar de no ser apoderada, Díez fue elegida para representar al PSE como diputada foral de Vizcaya por la circunscripción de Valmaseda durante la I legislatura (1979-1983). Rosa Díez está convencida de que el Partido Socialista de Euskadi la propuso como diputada foral porque «era la única persona conocida en el PSE que, como funcionaria del Estado, tenía conocimientos de la administración pública». Como diputada foral, se encargó de Régimen Interior y Bienestar Social en la Diputación Foral de Vizcaya. Después, fue apoderada del Grupo Juntero Socialista en la II legislatura (1983-1987) al ser la cuarta juntera de la lista del PSE para las elecciones a las Juntas Generales de Vizcaya de 1983 por Las Encartaciones, circunscripción en que el PSE sacó 5 apoderados. En calidad de apoderada del PSE, logró ser elegida vicepresidenta de las Juntas Generales de Vizcaya desde 1983 hasta 1987. Siendo la vicepresidenta de las Juntas Generales de Vizcaya y actuando en calidad de madrina de la bandera, Rosa Díez fue la encargada de entregar en nombre de la Diputación Foral de Vizcaya una bandera española con el escudo constitucional al Regimiento de Infantería Garellano 45 en Bilbao el 24 de junio de 1984. En el acto de entrega de la enseña, Rosa Díez declaró:

Ésta es la bandera que nos hemos dado libremente los españoles y que representa el esfuerzo por la solidaridad y el progreso de todos los pueblos de España. Al aceptarla, se reafirma vuestra voluntad de defender con honor y lealtad las instituciones democráticas y el Estado constitucional. En esta causa, que no es otra que la lucha por la paz, ustedes y nosotros estaremos siempre juntos.

Tras celebrarse el IV Congreso del PSE en abril de 1985, Rosa Díez fue elegida por primera vez miembro de la Comisión Ejecutiva del PSE, encargándose de la Secretaría de Participación Ciudadana.

### Parlamento Vasco
También, ha sido parlamentaria en el Parlamento Vasco durante cuatro legislaturas consecutivas, entre 1987 y 1999, ocupando responsabilidades en las áreas de Sanidad, Trabajo y Acción Exterior en su acción parlamentaria. Se presentó a las elecciones al Parlamento Vasco de 1986 en la posición número 3 de lista del PSE por la circunscripción de Álava, resultando elegida diputada. En las elecciones al Parlamento Vasco de 1990 fue la número 4 de lista del PSE por la circunscripción de Vizcaya, siendo también elegida por dicha circunscripción. En las elecciones al Parlamento Vasco de 1994 obtuvo de nuevo acta de diputada, presentándose en la tercera posición de lista del PSE-EE por la circunscripción de Vizcaya. Por último, consiguió acta de diputada en las elecciones al Parlamento Vasco de 1998 al ir en el puesto número 2 de lista del PSE-EE por la circunscripción de Vizcaya. Además, fue la alcaldable del PSOE en Güeñes, su municipio natal, en las elecciones municipales de 1987, cuya candidatura logró 1 concejal con 477 votos (11.87%), consiguiendo la única acta de concejal Rosa Díez y quedándose el PSOE a tan sólo 68 votos de haber alcanzado un segundo concejal en detrimento de Herri Batasuna.

#### Consejera del Gobierno Vasco
Tras las elecciones al Parlamento Vasco de 1990, el PSE salió del Gobierno Vasco al no alcanzar un acuerdo con el PNV. Sin embargo, tras una crisis de gobierno, ambos partidos alcanzaron un acuerdo en septiembre de 1991, bajo la presidencia de José Antonio Ardanza, del Partido Nacionalista Vasco, siendo Rosa Díez uno de los cinco consejeros socialistas del nuevo gobierno, ocupando la Consejería de Comercio, Consumo y Turismo. Rosa Díez mantuvo la misma cartera entre el 4 de octubre de 1991 y el 1 de julio de 1998. Rosa Díez realizó viajes a países como China, México, Cuba, Chile, la República Checa, Italia y Hungría para promocionar el País Vasco en el exterior.
Rosa Díez fue la responsable del lema País Vasco: Ven y cuéntalo utilizado por el Gobierno Vasco para promocionar el turismo en el País Vasco, intentando romper el estereotipo que relacionaba al País Vasco con el terrorismo. En palabras de Díez, la campaña turística «describe la realidad de un País Vasco plural y tolerante que merece la pena ser visto y contado pese a que el nacionalismo dominante lo quiera asfixiar». El lema País Vasco: Ven y cuéntalo estuvo vigente hasta julio de 1999. El 1 de junio de 1994, el dibujante del diario ABC Antonio Mingote publicó una viñeta en la que aparecían los eslóganes Ven y cuéntalo y Si abres los ojos a la realidad dejarás de creer las mentiras de siempre junto con la fotografía del cuerpo ensangrentado de Resurrección Basarrate, quien había sido herida tres días antes en un atentado ―que en su momento fue atribuido a ETA, la cual negó su autoría y lo atribuyó a la guerra sucia de las cloacas del Estado español― en la playa de La Arena debido a la explosión de una cartera-bomba que amputó su mano izquierda. El mismo día de su publicación, la consejera de Comercio, Consumo y Turismo afirmó sentirse «indignada» y afirmó que la viñeta de Mingote era «una ofensa directa contra el Gobierno Vasco», dado que incluía lemas de la campaña institucional vasca de promoción del turismo. Rosa Díez anunció su intención de promover una demanda civil del Gobierno Vasco contra el diario ABC y el dibujante, justificándolo con esta declaración: 

No quiero olvidar que los que causan el daño y el dolor y los que tienen la estrategia contra el pueblo vasco y el conjunto del pueblo español son los terroristas, no voy a matar al mensajero, pero ABC es un gran periódico que vende muchos ejemplares y tenía que haber tenido la sensibilidad suficiente para haberse dado cuenta de que publicar ese dibujo nos hacía mucho daño a la mayoría de los ciudadanos vascos, que somos gente democrática, y hacía el juego al terrorismo.

El Gobierno Vasco respaldó la propuesta de Rosa Díez de presentar una demanda civil contra el diario ABC y Antonio Mingote por «agresión contra la comunidad autónoma, negligencia e imprudencia». La consejera socialista alegó que la viñeta era «una agresión clarísima al País Vasco, a su imagen e incluso a sus gentes, y así lo han entendido asociaciones pacifistas, de hostelería, y de otros tipos, que ya han pedido presentarse junto al Gobierno Vasco en la demanda». Resurrección Basarrate también solicitó una ayuda económica extraordinaria al Gobierno Vasco, que le concedió dos millones de pesetas, para presentar una demanda contra Antonio Mingote «en protección del derecho fundamental a su propia imagen». Sin embargo, Rosa Díez afirmó que Resurrección Basarrate debería haber presentado primero una demanda contra Herri Batasuna, puesto que la coalición había difundido un cartel encabezado por la frase «Terrorismo de Estado» en el que aparecía la misma fotografía de Resurrección Basarrate tendida en el suelo tras la explosión de la cartera-bomba. La demanda del Gobierno Vasco contra Prensa Española S.A. (editora de ABC) y Antonio Mingote, que pedía una indemnización de 138.076.162 pesetas, fue desestimada el 15 de noviembre de 1996 y el Gobierno Vasco fue condenado a pagar las costas judiciales. En respuesta a las numerosas críticas que recibió mientras era la máxima responsable de UPyD, como las del periodista Alfonso Ussía, quien afirmó que la exconsejera del Gobierno Vasco «se empecinó en meter a Antonio Mingote en la cárcel mediante la interposición de una querella criminal contra él», Rosa Díez reconoció en 2010 que se arrepentía de haber actuado legalmente contra Mingote, aunque matizó que no promovió una querella contra él, sino una demanda civil porque consideró que se había causado un daño y perjuicio económico a la campaña publicitaria de Ven y cuéntalo. Además, comentó que había hablado con Antonio Mingote sobre este asunto y que su relación con él era cordial.
Rosa Díez criticó en abril de 1996 la difusión proetarra en Internet y aseveró que «la sociedad vasca no consentirá que se difunda por Internet una imagen de la situación del País Vasco que no se corresponde con la realidad y reaccionará tapando una campaña de difamación con una campaña de lazos azules y de realidad». Estas declaraciones hicieron que Herri Batasuna la amenazase al asegurar que «ETA no se mantendrá de brazos cruzados y responderá con contundencia» y, además, se burlase de ella y su campaña turística diciendo que «le tiene que resultar muy duro que sus esfuerzos de proyectar en el exterior una imagen idílica y de normalidad distorsionada sobre la realidad político-social de Euskal Herria tengan como contrapunto la información de los independentistas vascos». En agosto de 1997, poco después del secuestro y asesinato de Miguel Ángel Blanco, escribió un artículo de opinión, cuyo título inequívoco contra la banda terrorista fue Hasta enterrarlos en la mar, en el que reclamó la creación de un frente común unívoco a los demócratas para acabar con el terrorismo etarra. En noviembre de 1997, ETA intentó asesinar a Rosa Díez enviando a su domicilio un paquete bomba de fabricación casera que no llegó a estallar por un fallo técnico en su mecanismo de ignición. Posteriormente, la justicia determinó que el paquete bomba fue enviado por Andoni Murga, exintegrante de Iraultza y miembro del Comando Vizcaya de ETA.
El 14 de marzo de 1998, Rosa Díez se presentó a las elecciones primarias del PSE-EE para elegir candidato a lehendakari, siendo derrotada con 2895 votos (46,63 %) frente a los 3223 votos (53,38 %) que consiguió el entonces secretario general Nicolás Redondo Terreros. Rosa Díez representó a la gente remisa a mantener los pactos institucionales con el PNV en el País Vasco mientras que Nicolás Redondo defendió la bonanza de los acuerdos del PNV. Cuando aún era la consejera de Consumo, Comercio y Turismo del Gobierno Vasco, Rosa Díez criticó la pasividad del PNV y EA frente a ETA en mayo de 1998 a través de un artículo de opinión publicado en El País llamado Contra el fascismo.

#### Salida del Gobierno Vasco
El 30 de junio de 1998, la ejecutiva del PSE-EE decidió, a propuesta del secretario general Nicolás Redondo Terreros, abandonar el Gobierno Vasco tras una tensa reunión de más de 5 horas mediante una votación en la que Rosa Díez decidió no votar. Las razones aducidas por Nicolás Redondo Terreros para la ruptura fueron la reforma del reglamento del Parlamento Vasco en la que los grupos nacionalistas se negaron a exigir jurar la constitución como condición ineludible para acceder al cargo de parlamentario y el acercamiento entre Herri Batasuna y el PNV. Los tres consejeros socialistas presentaron su dimisión el 1 de julio de 1998, siendo Rosa Díez la primera consejera en presentar su dimisión.
El periodista Luis Rodríguez Aizpeolea afirmó que Rosa Díez no estuvo de acuerdo con la decisión de abandonar el Gobierno Vasco aun sabiendo que el PNV negociaba con Herri Batasuna el Pacto de Estella.
Sin embargo, según Rosa Díez nadie del PSE-EE sabía nada del Pacto de Estella en aquel momento pero que, cuando éste se hizo público, los miembros de la ejecutiva del PSE-EE reivindicaron que dicho pacto fue precisamente lo que los había llevado a la ruptura con el PNV y EA. Según Rosa Díez, Nicolás Redondo Terreros adujo que el PSE-EE tenía que romper con el Gobierno Vasco para ganar peso electoral de cara a las elecciones al Parlamento Vasco de 1998 con la intención de volver a pactar con el PNV y EA en mejores condiciones, mientras que ella se opuso a una ruptura táctica porque, a su juicio, forzar la ruptura de un gobierno sin tener ningún argumento cuando quedaban tan sólo tres meses para que se celebrasen unas elecciones era algo inexplicable en términos políticos y, al contrario que Nicolás Redondo, defendió que ese era el último gobierno de coalición que los socialistas tenían que hacer con los nacionalistas vascos una vez acabada la V legislatura porque habían llegado a un fin de ciclo.

### Eurodiputada
Posteriormente fue elegida europarlamentaria en las elecciones al Parlamento Europeo de 1999, siendo la cabeza de lista del PSOE en aquellas elecciones. Su candidatura fue todo un éxito, teniendo en cuenta que logró cerca de 1.8 millones de votos más que en 1994 y recortó la ventaja electoral del PP en más de 800.000 votos durante una de las peores épocas para los socialistas.
Durante toda la V legislatura del Parlamento europeo fue miembro de la Comisión de Asuntos Exteriores, Derechos Humanos, Seguridad Común y Política, de la Delegación para las Relaciones con los Países del Magreb y la Unión del Magreb Árabe y de la delegación para las Relaciones con los Países de la América Central y México. Además, fue miembro de la Asamblea Parlamentaria Paritaria del Convenio concertado entre los Estados de África, del Caribe y del Pacífico y la Unión Europea (ACP-UE) en septiembre y octubre de 1999.
En 1999 se posicionó favorablemente a las medidas de acercamiento de presos de ETA al País Vasco llevadas a cabo por el Partido Popular, durante la tregua mantenida por ETA. Posición que reconsideró con el paso del tiempo,  al igual que muchos referentes del "constitucionalismo" como María San Gil ante la posterior ruptura por parte de ETA de la tregua, ya que, en sus propias palabras, "el nacionalismo es insaciable".
En el congreso de su partido de 2000, tras las elecciones generales en las que el PP obtuvo mayoría absoluta, Rosa Díez compitió contra Rodríguez Zapatero, José Bono y Matilde Fernández por la Secretaría General del PSOE, resultando vencedor el primero y quedando Rosa Díez en el último lugar con el 6,55 % de los votos.
A partir de las elecciones vascas de 2001, Rosa Díez se convirtió en el único apoyo de Nicolás Redondo Terreros —quien perdió el respaldo de los sectores oficialistas de Vizcaya y Guipúzcoa, liderados respectivamente por Rodolfo Ares y Jesús Eguiguren, los cuales lo habían aupado a la secretaría general en detrimento de la propia Rosa Díez en 1998 porque él defendía seguir pactando con el PNV en aquel momento—. De ahí que Rosa Díez ya hubiese tenido fuertes desavenencias con la dirección del PSE-EE durante su primera legislatura como eurodiputada socialista (1999-2004). El PSE-EE decidió quitarle el despacho que le había cedido a Rosa Díez en la sede del PSE-EE de Bilbao por ser europarlamentaria sin comunicárselo. Así que un día entró en su despacho y se lo encontró vacío y, luego, descubrió que todos sus papeles habían sido empaquetados en cajas y llevados fuera del despacho. La única explicación ulterior que recibió fue que «hacían falta los despachos para las elecciones municipales de 2003». Igualmente, Rosa Díez tuvo fricciones con otros socialistas españoles en el Parlamento Europeo. Por ejemplo, Rosa Díez fue sancionada económicamente cuando era la presidenta de la Delegación Socialista Española por el Grupo de la Alianza Progresista de Socialistas y Demócratas a petición de su compañero Enrique Barón, quien era casualmente el presidente del Grupo Parlamentario en esa legislatura, por no haber asistido a una votación en la Eurocámara que hubiese permitido la creación de una comisión de investigación sobre la catástrofe del Prestige. No obstante, Zapatero quiso que Rosa Díez fuese la número 2, detrás de Josep Borrell, en la lista del PSOE a las elecciones al parlamento Europeo de 2004 a pesar de la fuerte oposición de la Ejecutiva del PSE-EE.
Además, fue candidata a la alcaldía de Ondárroa en 2003, municipio gobernado hasta entonces por la izquierda abertzale, cuyo exponente político en la fecha, Batasuna, había sido ilegalizado. El PSE-PSOE obtuvo 109 votos de 3348 votos válidos (el voto nulo, promovido por Batasuna, fue de 2 422 votos). Esos 109 votos fueron insuficientes para que el PSE-EE lograra siquiera una concejalía, ya que todas las concejalías en juego se las llevó la coalición PNV/EA a excepción de una que se llevó el PP.
En las elecciones al Parlamento Europeo de 2004 volvió a ser elegida parlamentaria, esta vez en el puesto número dos de la lista. Permaneció en la Eurocámara hasta su abandono del partido en 2007. Desde el inicio de la VI legislatura hasta el 28 de agosto de 2007, día en que presentó su dimisión como eurodiputada, fue miembro de la delegación del parlamento europeo en la Comisión Parlamentaria Mixta UE-México. Además, fue la representante del PSOE en la Comisión de Libertades Civiles, Justicia y Asuntos de Interior hasta marzo de 2006, en la Comisión de Asuntos Jurídicos desde marzo de 2006 hasta enero de 2007 y, por último, en la Comisión de Mercado Interior y Protección del Consumidor desde enero hasta agosto de 2007.
Después de las elecciones, ella le comentó a Alfredo Pérez Rubalcaba —entonces portavoz del grupo parlamentario del PSOE en el Congreso de los Diputados— que el único cargo que le interesaba era ser titular de la Comisión de Libertades Civiles, Justicia y Asuntos de Interior para poder encargarse de terrorismo. Así pues, Rosa Díez fue designada titular de la Comisión de Libertades Civiles, Justicia y Asuntos de Interior tal y como había pedido. Sin embargo, Rosa Díez se fue mostrando cada vez más crítica por las relaciones entre el PSE-EE y los nacionalistas vascos. Esta postura se hizo más evidente tras la reunión que, durante las negociaciones que tuvieron lugar con ETA durante 2005 y 2006, mantuvieron dirigentes de Batasuna con la dirección del Partido Socialista de Euskadi. Sus fricciones con la dirección del Partido Socialista de Euskadi y el PSOE en relación con el proceso de paz con ETA culminaron el 25 de octubre de 2006 con su abstención en la propuesta que, en la Eurocámara, defendió el Grupo de los Socialistas Europeos apoyando el proceso, porque "nunca he vivido en guerra, he vivido toda mi vida en Euskadi y en Euskadi no nos falta la paz, nos falta la libertad". Su apoyo incondicional  al Acuerdo por las Libertades y contra el Terrorismo y su posición tan abiertamente crítica con el fallido «proceso de paz con ETA» le acarreó represalias poco después del inicio de la legislatura. Tras el nombramiento inesperado de Josep Borrell como presidente del Parlamento Europeo, le habría tocado ser presidenta de la Delegación Socialista Española al ser la número 2 de la lista si se hubiese seguido la tradición socialista. Sin embargo, la Comisión Ejecutiva Federal designó a Enrique Barón, el número 3 de la lista, presidente de la Delegación Socialista Española. En marzo de 2006, la Delegación Socialista Española decidió cesarla y nombrar a Antonio Masip Hidalgo como representante del PSOE en dicha comisión y asignarla a la Comisión de Asuntos Jurídicos, de la que había sido miembro hasta entonces precisamente Antonio Masip Hidalgo. Por último, la Delegación Socialista la cesó en la Comisión de Asuntos Jurídicos para adscribirla a una comisión de mero trámite, la Comisión de Mercado Interior y Protección del Consumidor, a mitad de la legislatura.
Esta y otras críticas públicas al diálogo con el entorno terrorista le granjearon acusaciones por parte de sus detractores de identificar su discurso con el del Partido Popular. En esa época participó asiduamente en el programa de tertulias de Telemadrid Madrid opina, junto a Mikel Buesa, hermano del dirigente del PSE asesinado por ETA Fernando Buesa, y acudió con frecuencia a las manifestaciones y concentraciones en contra de la negociación con ETA, tanto convocadas por la Asociación de Víctimas del Terrorismo, como por el Foro de Ermua.

### Abandono del PSOE y fundación de UPyD

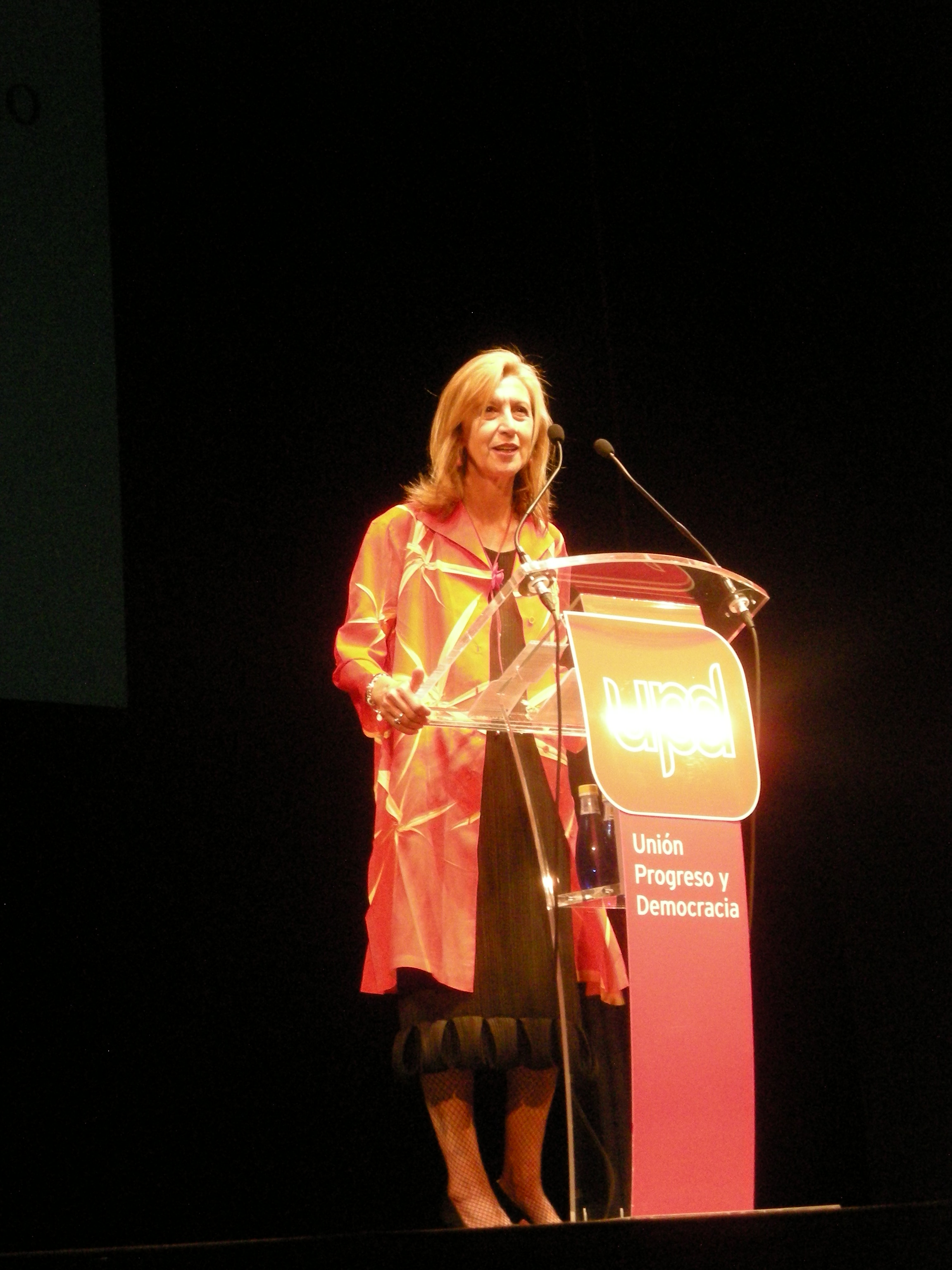
Rosa Díez en el acto I Aniversario de Unión, Progreso y Democracia.

Tras meses de acercamiento a la asociación Ciutadans de Catalunya y de participación en actos de ésta, en agosto de 2007, y tras la creación unos meses atrás de la Plataforma Pro, una plataforma nacida en el seno de ¡Basta Ya!, anunció su salida de las filas del PSOE para integrarse en dicha plataforma (donde ya se encontraban Fernando Savater y Carlos Martínez Gorriarán, entre otros), de cara a la creación de un nuevo partido político español.

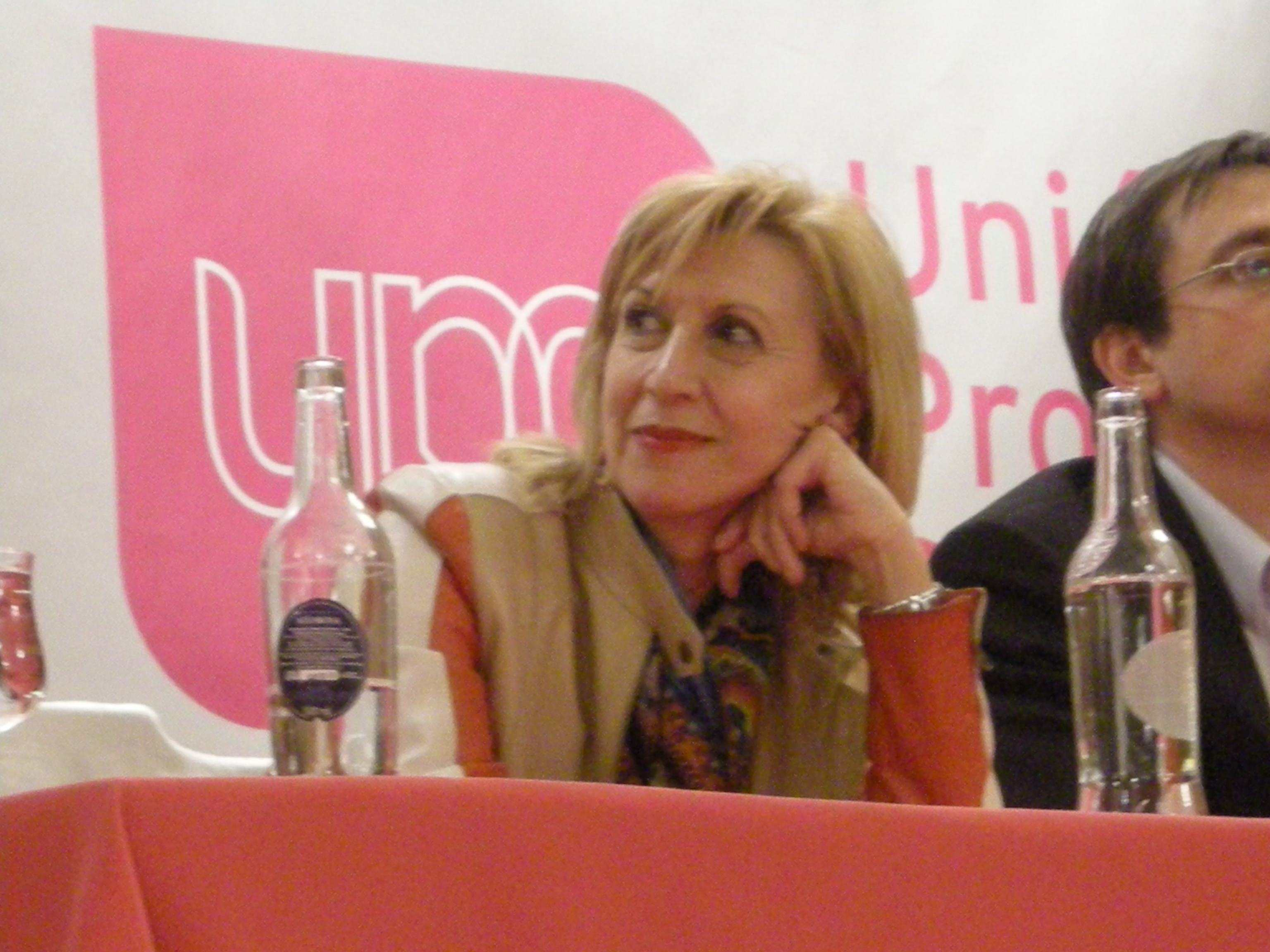
Rosa Díez en un mitin de UPyD durante la campaña electoral de febrero de 2008.

La plataforma finalmente cristalizó en un nuevo partido, Unión, Progreso y Democracia (UPyD), cuyo portavoz fue Díez hasta julio de 2015. Fue cabeza de lista al Congreso por la circunscripción de Madrid en las elecciones Generales del 9 de marzo de 2008 por este partido. El partido se presentó como alternativa a los dos partidos nacionales mayoritarios en España, PP y PSOE, para, según ellos, regenerar la política española y plantear una reforma de la ley electoral española y de la Constitución, entre otros.

### Portavoz de UPyD
Fue elegida portavoz del partido tras recibir su candidatura el 78,2 % de los votos de los afiliados en el marco del I Congreso de UPyD en noviembre de 2009. Fue reelegida como portavoz de UPyD con el 92,8 % de los votos en el II Congreso del partido.
Rosa Díez manifestó que la intención de UPyD es suprimir tanto los derechos civiles forales como los llamados derechos históricos de los territorios forales, los regímenes forales de Navarra y el País Vasco, dentro de una reforma constitucional. Rosa Díez argumenta que el mal cálculo del cupo vasco y de la aportación navarra es un privilegio que no puede extenderse al resto de España sin que el Estado quiebre, estimando que cada año Navarra deja de pagar 640 millones de euros y el País Vasco 2020 millones de euros a las arcas del Estado. Aunque se corrigiese el cálculo del cupo vasco y de la aportación navarra, para Rosa Díez la simple existencia de regímenes fiscales especiales atenta contra la igualdad y la cohesión de todos los españoles. Así que, Rosa Díez está a favor de la igualdad fiscal, o sea, de establecer un régimen común de financiación para todas las comunidades autónomas, eliminando el Convenio Económico navarro y el Concierto Económico vasco.

#### Elecciones generales de 2008

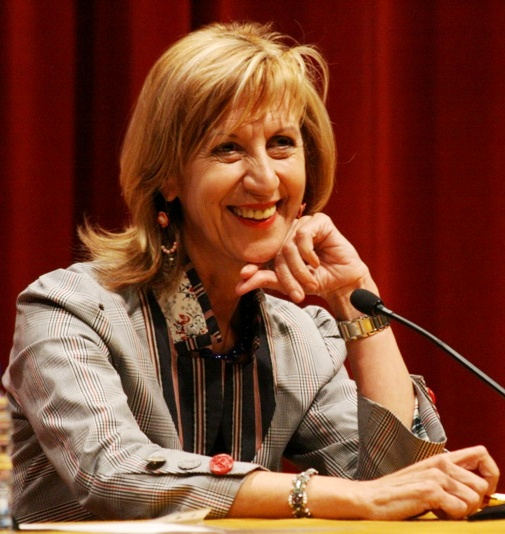
Rosa Díez en 2008.

En las Elecciones generales españolas de 2008 fue la cabeza al Congreso y cabeza de lista por Madrid, seguida por Mikel Buesa y Ramón Marcos Allo, por UPyD, así como la primera mujer candidata a la presidencia del Gobierno de España por parte de un partido de ámbito nacional.
El 19 de febrero de 2008, durante una conferencia suya en la Facultad de Ciencias Políticas y Sociología de la Universidad Complutense de Madrid, en un incidente organizado, cerca de medio centenar de estudiantes, trataron de impedir la realización del acto, hecho similar a los ocurridos en días anteriores en sendos actos de María San Gil y Dolors Nadal. Antonio Elorza calificó a los boicoteadores como ejemplos de un nuevo "fascismo rojo".
Tras el escrutinio de los votos, Rosa Díez obtuvo un escaño al Congreso de los Diputados por la circunscripción de Madrid con 131.242 votos (3,76 %), siendo el único de su partido.

#### Elecciones generales de 2011
En las elecciones generales de 2011 fue la candidata de UPyD a la presidencia como cabeza de lista al Congreso por Madrid. Con el 4,7 % de los votos UPyD obtuvo cinco diputados, cuatro de ellos por Madrid donde consiguió el 10,3 % de los votos.
En el Congreso de los Diputados fue la portavoz del Grupo parlamentario de Unión, Progreso y Democracia y como tal fue miembro de la Junta de Portavoces. Fue también miembro de la Diputación Permanente y portavoz de UPyD en las Comisiones de Interior, Constitucional, Justicia, Sanidad y Servicios Sociales, Industria, Energía y Turismo. Estuvo, así mismo, adscrita a las comisiones de Asuntos Exteriores, Defensa, Economía y Competitividad, Presupuestos, Reglamento, Seguimiento y Evaluación de los Acuerdos del Pacto de Toledo y Políticas Integrales de la Discapacidad.

### Final de su trayectoria en UPyD

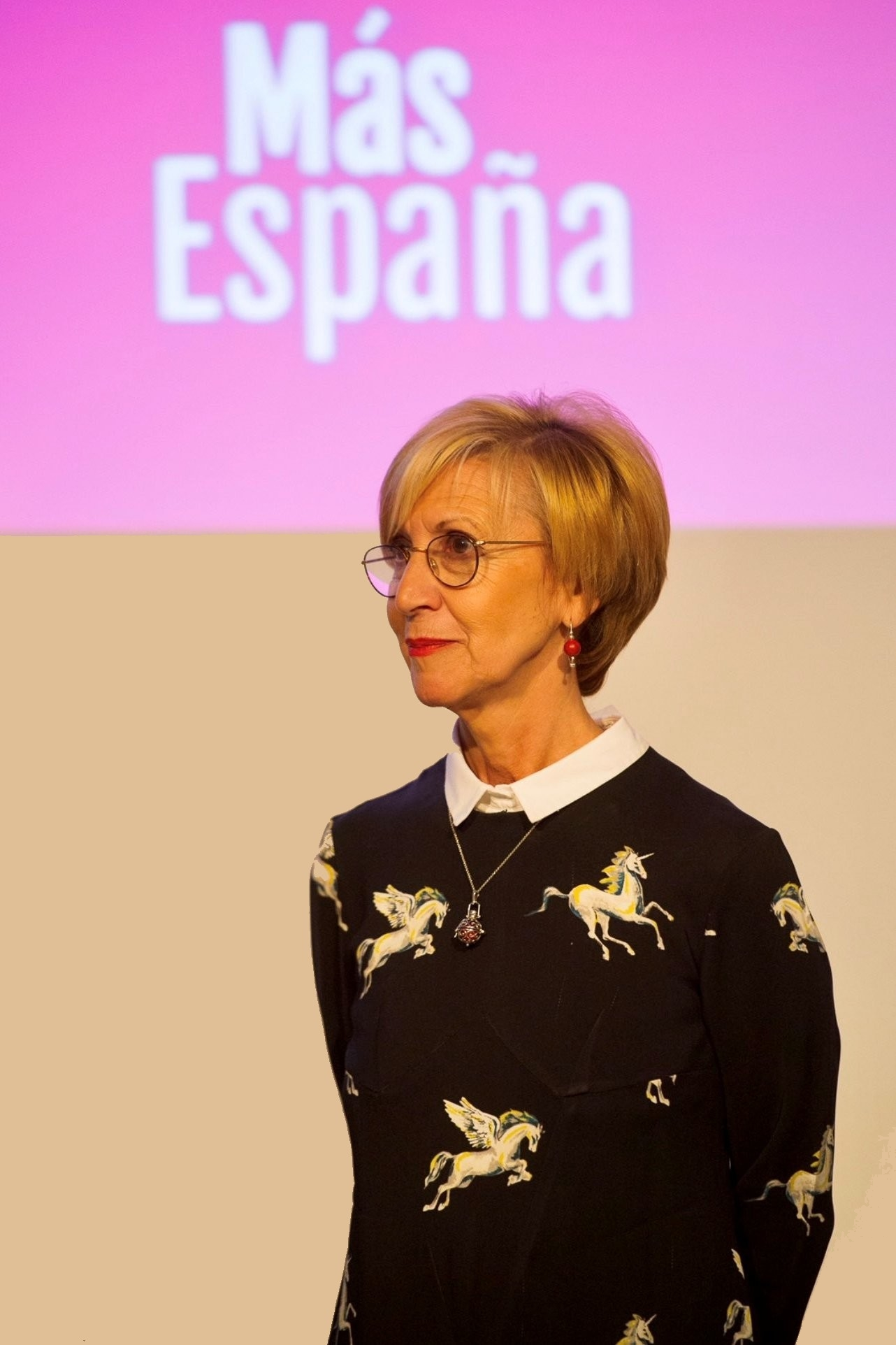
Rosa Díez en el acto de cierre de campaña de UPyD para las elecciones generales de 2015.

Al filo de la medianoche del 24 de mayo de 2015, Rosa Díez anunció que no se presentaría a la reelección como líder y portavoz de UPyD debido a los malos resultados en las elecciones autonómicas y municipales. El partido no logró entrar en ningún parlamento autonómico y sólo consiguió 128 concejales y 232 478 votos (1,04 %) frente a los 152 ediles y 464 824 sufragios (2,06 %) de 2011. Unas horas después, en la tarde del 25 de mayo, Díez anunció que por falta de fondos UPyD se retiraba de las 16 personaciones judiciales que mantenía en casos de corrupción política, incluida la del caso Bankia, que se convirtió en la bandera del partido (desde su creación, en 2007, UPyD había gastado más de 260 000 euros en los procesos judiciales en los que estaba presente). Tras el congreso extraordinario de julio de 2015, el partido pasó a ser dirigido por Andrés Herzog, que en las generales de diciembre de 2015 cosechó los peores resultados de su historia. En enero de 2016 Rosa Díez dejó su escaño, y el 8 de febrero, con el partido dirigido por una gestora tras la dimisión de Herzog, se dio de baja del partido, pidiendo a través de un comunicado en su página de Facebook "un final digno a nuestro querido partido".
Tras las elecciones generales de España de abril de 2019, Rosa Díez apoyó una coalición electoral entre el PP, Ciudadanos y Vox en toda España porque «no hay nada más reaccionario que los bolivarianos, los supremacistas, los proetarras y quienes les apoyan o se apoyan en ellos para gobernar». Consecuentemente, participó en un acto organizado por el PP en el Congreso bajo el título Españoles en defensa de lo común para dar su apoyo a la coalición España Suma. Posteriormente y tras no salir adelante dicha coalición, Rosa Díez acudió como invitada a un mitin del Partido Popular celebrado en Barcelona donde pidió el voto para el PP, manifestando que quería que Pablo Casado ganara las elecciones generales de España de noviembre de 2019. La fundadora de UPyD justificó esta decisión porque, a su juicio, «lo que se juega en estas elecciones no es izquierda o derecha, sino progreso y libertad o regresión y caos». Rosa Díez quiere «un gobierno progresista que no sea presidido por Pedro Sánchez porque llegó de la mano de los enemigos de España y sigue pactando con ellos». Así que Rosa Díez cree que «la mejor opción es votar a Pablo Casado en esta situación extraordinaria porque el PP ―y no Ciudadanos o Vox― es el partido que más posibilidades tiene de ganar las elecciones». Además, cree que «el PP ha hecho autocrítica» y confía en que «Pablo Casado cumpla su promesa de no volver a las políticas del pasado para "apaciguar" a los nacionalistas».
Sin embargo, acabó retirando su apoyo al PP tras el cese de Cayetana Álvarez de Toledo ―a quien considera la mejor portavoz que ha tenido nunca el Grupo Parlamentario Popular en el Congreso―, aseverando que «el PSOE ya manda también en el PP» y afirmando que «Pablo Casado, al igual que Mariano Rajoy, ha comprendido que su partido no está llamado a ser alternativa, que lo suyo es repartirse el poder en los órganos constitucionales y esperar a que le toque la alternancia». Desde entonces, la fundadora de UPyD realiza reflexiones políticas cuya vehemencia contra el Gobierno de España sólo coincide en ocasiones con Vox. Rosa Díez apoyó, verbigracia, la moción de censura presentada por Vox contra el gobierno del PSOE y Unidas Podemos y criticó a los diputados del PP y Ciudadanos, a quienes acusó de no apoyar la moción de Vox únicamente «por razones de oportunidad» porque «no tienen argumentos para rebatir el fondo sobre el que se sustenta y sobran los motivos para reprobar a Pedro Sánchez y a todo su gobierno».
Rosa Díez es la fundadora de Unión 78, plataforma política que coordina las movilizaciones de la Plaza de Colón desde 2021. Entre quienes apoyaron el manifiesto de la plataforma se encuentran María San Gil, Fernando Savater, Albert Boadella, Elvira Roca, Carlos Herrera, Ernesto Sáenz de Buruaga, José Luis Garci y Andrés Trapiello. En las movilizaciones de Colón suelen verse banderas españolas, europeas, franquistas y con la cruz de Borgoña.

### Controversias
En noviembre de 1991, tan sólo un mes después de haber sido nombrada consejera, Rosa Díez viajó a Cuba para acompañar a las empresas vascas que participaron en la IX Feria Internacional de La Habana dentro del estand de España con el ICEX. Allí tuvo una entrevista con Fidel Castro en la que presentó las empresas vascas ante su Gobierno. Igualmente, Rosa Díez hizo un segundo viaje a Cuba en el contexto de la XI Feria Internacional de La Habana en noviembre de 1993. En esta ocasión, Fidel Castro la recibió de madrugada en el Palacio de la Revolución, donde no pararon de hablar durante una hora y media e intercambiaron chacolí y leche de búfala. Tras la reunión, la consejera vasca declaró que había encontrado a Fidel Castro «realista y convencido de la necesidad de continuar con los cambios, pues sabe que es cuestión de vida o muerte». Rosa Díez recibió fuertes críticas por reunirse y hacerse fotografías con el dictador Fidel Castro siendo consejera del Gobierno Vasco y, posteriormente, negar tenerlo como referente en política exterior siendo la líder y portavoz de UPyD. Rosa Díez justificó entonces sus encuentros con Fidel Castro porque en esa época «tenía la esperanza de que la apertura de la economía cubana ayudara a la transformación democrática de Cuba como ocurrió en el caso de España». Sin embargo, pasó a dar su apoyo a la disidencia anticastrista con el tiempo porque se dio cuenta de que «era imposible que Cuba, con Fidel Castro al frente, hiciera la transición hacia la democracia».
El 23 de febrero de 2010, la líder de UPyD, aseguraba en una entrevista que "José Luis Rodríguez Zapatero podría ser un gallego, en el sentido más peyorativo del término" y de Mariano Rajoy dijo "es gallego". Estas declaraciones no fueron bien recibidas en Galicia, donde el Parlamento gallego aprobó por unanimidad, el 10 de marzo de 2010, una declaración institucional de reprobación de dichas palabras por considerarlas una "ofensa" a los gallegos y por constituir un tópico "inadmisible".
Sin embargo, Rosa Díez aclaró que no quiso ofender a nadie, y subrayó que, coloquialmente, el término 'gallego' se atribuye a una persona que "nadie sabe muy bien si sube o baja, o sea, lo que va a hacer o dejar de hacer", y recordó que durante la misma entrevista habló de 'bilbainada' en el sentido de "fanfarronada".
Pero por otra parte, Díez pidió a la gente "que haya sentido de humor para aceptar una afirmación que ya había dicho otras veces". Un día después de decir esto, el gabinete de prensa de UPyD respondió así: "Ofenderse por esto es una muestra de intolerancia, complejo de inferioridad o perturbación nacionalista".
Algunos medios catalanes como La Vanguardia, Ara, etc., recuperaron unas declaraciones de Rosa Díez en 1999 para justificar que antes ella estaba a favor de la independencia pero ahora había cambiado de opinión. Concretamente se le preguntaba: «¿Cree que en el País Vasco puede haber en un momento dado una mayoría social en pro del derecho a la autodeterminación?». Ella respondió: «En democracia, la autodeterminación es ir a votar. El derecho de secesión es otra cosa. Hoy la inmensa mayoría del País Vasco está de acuerdo con el autogobierno, no con la independencia. Si el PNV creyera que los vascos queremos la independencia, cuando va a las urnas lo pediría. Si alguna vez la mayoría de los vascos quisiera la independencia, la democracia se adaptaría, porque la democracia es la capacidad de adaptarse a lo que deseen los ciudadanos libremente, en la urna». Sin embargo, Rosa Díez declaró seis meses antes, en una entrevista para El Mundo en diciembre de 1998, que «la negociación política con los partidos nacionalistas en el Parlamento Vasco y el parlamento español puede tener lugar siempre que acepten que no hay falta de libertad en España y asuman las reglas del juego».
Siendo eurodiputada del PSOE, Rosa Díez ahondó en la diferencia entre el derecho a la autodeterminación y el derecho a la secesión cuando aseveró que «el derecho de autodeterminación de los pueblos es un supuesto sólo aplicable en situación de descolonización, según la resolución 2625 de las Naciones Unidas. En Euskadi no nos ha invadido nadie. La autodeterminación puede ser una reivindicación de los nacionalistas, pero como derecho es una pura mentira. Lo que tenemos es una democracia basada en los derechos de los ciudadanos y no en los supuestos derechos tribales, que es lo que defienden los nacionalistas que no se atreven a pedir la independencia. La independencia es una opción discutible, la autodeterminación no». Asimismo, la eurodiputada socialista ahondó en las reglas del juego que los nacionalistas debían asumir al defender la independencia cuando argumentó que «el independentismo, como ideología política, no está prohibido en nuestra Constitución y, por tanto, un partido político puede defender la secesión de cualquier región española, pero teniendo en cuenta siempre que las reglas del juego democrático establecen que la decisión al respecto le correspondería al conjunto de ciudadanos españoles».
Ha sido acusada numerosas veces de autoritarismo por exmilitantes de su propio partido.

### Otros datos
En el año 1989 fundó junto a otras personas cercanas al PSE-EE y PSOE la ONG Solidaridad Internacional - Nazioarteko Elkartasuna ("La Soli") "de orientación socialista" y que desarrolla su actividad en América Latina. Entre los fundadores también se encuentran los políticos Niko Gutiérrez, Paulino Antuñano Maruri, Benjamín Respaldiza Fernández o Juan Carlos Pérez Cuesta.
También ha participado en la organización pacifista Movimiento por la Paz, el Desarme y la Libertad, y en el pasado también participó del colectivo Gesto por la Paz de Euskal Herria. Asimismo, es miembro de la plataforma ciudadana ¡Basta Ya! contra el terrorismo de ETA.
Desde 1991 utiliza escolta debido a estar amenazada por ETA, grupo terrorista que intentó asesinarla enviando un fallido paquete bomba a su casa.
Fue galardonada con la Medalla al Mérito Constitucional otorgada por el Gobierno de España con motivo del 25.º Aniversario de la Constitución Española.
En 2005 recibió tanto el Premio a la Tolerancia «José Prat» del Ateneo de Albacete como el quinto Premio a la Convivencia Cívica «José Luis López de la Calle» del Foro Ermua.
El Club Liberal 1812 de Málaga le otorgó el sexto Premio Libertad 1812 en el año 2021.

## Obras
- Díez, Rosa (2006). Porque tengo hijos. Adhara. ISBN 978-84-934838-4-5. (prólogo de Carmen Iglesias).

- Díez, Rosa (2008). Merece la pena: una vida dedicada a la política. Planeta. ISBN 978-84-08-07700-8.

- Díez, Rosa (2011). Es lo que hay. Debate. ISBN 978-84-9992-033-7. (prólogo y apuntes de Irene Lozano).

- Díez, Rosa (2016). Los aventureros cuerdos. Ocho años de rebelión magenta. Ediciones Península. ISBN 978-84-9942-503-0.

- Díez, Rosa (2021). La demolición. La gran traición de Sánchez a la democracia. La Esfera de los Libros. ISBN 978-84-9164-980-9.

- Díez, Rosa (2022). Maquetos. La Esfera de los Libros. ISBN 978-84-1384-269-1.[137]

- Díez, Rosa (2023). Caudillo Sánchez. En el lugar de la historia que le corresponde. La Esfera de los Libros. ISBN 978-84-1384-569-2.

- Díez, Rosa (2024). ¿Cómo hemos llegado a esto? De aquellos polvos, estos lodos. La Esfera de los Libros. ISBN 978-84-1384-776-4.